# アンディ・キーオ
アンドリュー・デクラン "アンディ" キーオ（Andrew Declan "Andy" Keogh, 1986年5月16日 - ）は、アイルランド共和国ダブリン出身の元サッカー選手、元アイルランド代表。現役時代のポジションはセンターフォワード及びウイング。
リーズ・ユナイテッドAFCでプロ生活を始めるもトップチームでの出場は叶わず、後に完全移籍をするスカンソープ・ユナイテッドFCへの期限付き移籍中にプロ初出場を飾る。スカンソープでのビリー・シャープとのコンビによる活躍から注目を集め、2007年にはウルヴァーハンプトン・ワンダラーズFCと契約すると、2009年にプレミアリーグ昇格に貢献したが、トップカテゴリーで強い印象を残すことが出来ず、その後、下位カテゴリーの様々なクラブを期限付き移籍で過ごし、2012年にミルウォールFCへ完全移籍した。
ミルウォールに2季半在籍し、2013-14シーズン後半戦からはブラックプールFCへ期限付き移籍する。同シーズン終了に伴い放出された後は、2014年5月にAリーグのパース・グローリーFCと契約した。

## 経歴

### クラブ

#### 初期
ダブリン南部に生まれたキーオは、弟のケニーと共にCBCモンクスタウンに通学していた。10代の頃はラグビー選手としても才能があったが、サッカーの方に専念し、地元のキャビンティーリーFC（Cabinteely FC）とセント・ジョセフ・ボーイズAFC（St Josephs Boys AFC）でキャリアを開始した。

#### リーズ・ユナイテッド
16歳でリーズ・ユナイテッドAFCと契約するもトップチームでの出場機会を得ることは出来ず、2004年8月18日に4部のスカンソープ・ユナイテッドFCへ貸し出された。
2004年8月7日のロッチデールAFC戦（3-1）でリーグ戦初出場を飾って以降、12試合2得点を記録していたところ、負傷によってエランド・ロードへの10月25日に復帰が短縮される。そのため、2004-05シーズン残りをリーズ・ユナイテッドでのリザーブチームで大半を過ごしており、ケヴィン・ブラックウェル監督率いるトップチームではリーグカップのポーツマスFC戦に後半から出場したのみにとどまり、リーグ戦に出場することは叶わずにいた。2005年1月からは、退団したデヴィッド・ニュージェントの後釜としてバリーFCへ期限付き移籍をしている。

#### スカンソープ・ユナイテッド
バリー在籍中に、スカンソープ・ユナイテッドFCのブライアン・ロウズ監督から完全移籍の獲得オファー（推定移籍金5万ポンド前後と見られている）がされ、保有元のリーズが提案を受け入れたため、2005年2月10日に3年契約で再加入することになった。2度目となったスカンソープでの2004-05シーズンは、1得点を挙げるのみだったが、チームとしてはヨーヴィル・タウンFCに次ぐ2位で3部への昇格を果たした。
翌2005-06シーズンは、シェフィールド・ユナイテッドFCから移籍金10万ポンドで加入した19歳のビリー・シャープと共に公式戦38得点（自身は15得点）を挙げる顕著な活躍を見せており、特にFAカップ3回戦でのマンチェスター・シティFC戦では、イングランド代表正GKのディビッド・ジェームスから得点を挙げ、勝利に貢献した。2006-07シーズンも好調であったものの、2007年1月12日に契約延長のオファーを拒否したため、シーズン終了後の退団が決定する。なお、キーオは24歳以下の選手であったため、次のクラブへ移籍した際にスカンソープ側は選手から直接、または裁判所を経由して移籍金を請求することが可能であった。最終的に同シーズンは勝ち点91で首位での2部への昇格に貢献し、コンビを組むシャープは、プレミアリーグ及びフットボールリーグのカテゴリー中で最多の30得点を挙げて得点王となった。

#### ウルヴァーハンプトン・ワンダラーズ
移籍金50万ポンドのオファーは破談となったが、2007年1月23日に移籍金60万ポンド（インセンティブで最大85万ポンドに上昇）でウルヴァーハンプトン・ワンダラーズFCと3年半契約を締結した。ウルヴァーハンプトンでは途中加入だったものの、クイーンズ・パーク・レンジャーズFCのジョン・グレゴリー監督から「シーズン最高の契約の1つ」と敵将にも賞賛される程の活躍を見せて最終的に5得点を記録し、プレーオフ進出に貢献した。しかし、準決勝でライバル関係にあるウェスト・ブロムウィッチ・アルビオンFC戦で敗北して昇格はならなかった。それまでの活躍が評価され、翌2007-08シーズンは背番号9を渡されて開幕を迎えることになり、公式戦11得点（リーグ戦8得点）を挙げて期待に応えたが、最終的に得失点差でプレーオフ進出を逃している。
2008-09シーズンは悲願のプレミアリーグへの昇格を達成したものの、得点ランキング上位に名を連ねるクリス・イウェルモとシルヴァン・イーバンクス＝ブレイクの存在から先発の座を追いやられていた。しかし、リーグ戦46試合中42試合と一定の出場機会を確保しており、復活祭の翌日、所謂イースターマンデーでのダービー・カウンティ戦で2得点を挙げる等の活躍を度々見せ、2009年2月に契約を2012年の夏まで延長してモリニュー・スタジアムに残留することになった。
翌2009-10シーズンは、イウェルモとイーバンクス＝ブレイクの負傷により、序盤戦は新加入のケヴィン・ドイルと共にコンビを組んで先発に定着し、DWスタジアムでのウィガン・アスレティックFC戦（1-0）でチームのシーズン初得点にして決勝点を挙げ、ウルヴァーハンプトンのプレミアリーグでのアウェイ戦初勝利及び、1984年以来のトップリーグでのアウェイ戦の勝利をもたらした。一旦は、ミック・マッカーシー監督の信頼を取り戻したものの、負傷の選手達の復帰に伴って控えになり、更に、2009年12月に手術を必要とする足首の靭帯損傷で3ヶ月離脱となった。予定より早期の2月にチームに復帰しているが、残留争いの影響もあって僅か数試合に途中出場する状態に制限され、公式戦13試合1得点にとどまった。

#### 期限付き移籍
カーディフ・シティ
2010-11シーズン開幕戦のストーク・シティFC戦こそ出場しているが、新加入のスティーヴン・フレッチャーの存在から以前よりも序列が下がったため、2010年8月25日にロス・マコーマックの後釜として2部のカーディフ・シティFCへシーズン終了までの期限付き移籍が決定し、28日のポーツマスFC戦（2-0）で後半から初出場を飾った。カーディフでは、前線にはジェイ・ボスロイドとマイケル・チョプラ、サイドにはクレイグ・ベラミーとクリス・バークの存在や昇格を急いていた（最終的に昇格は失敗）ために定位置を掴めず、17試合2得点で終了した（偶然にも両得点は試合終了間際でのものだった）。
ブリストル・シティ
予定より早期の2011年1月31日にカーディフでの期限付き移籍が終了すると共に、今度は同じく2部のブリストル・シティFCへ貸し出され、2月5日のプレストン・ノースエンドFC戦（4-0）で早速初得点を挙げた。しかし、9試合に出場後に背中を負傷し、4月に治療のためにウルヴァーハンプトンに復帰することになった。
リーズ・ユナイテッド
2011-12シーズンをウルヴァーハンプトンで迎え、開幕のストーク・シティ戦が終了した後、8月15日に古巣のリーズ・ユナイテッドAFCへ2012年1月までの期限で貸し出され、「やり残したことがある」と意気込みを語ったキーオは、16日のハル・シティAFC戦（4-1）で初出場にして2度目となるデビューを飾った。以来、マコーマックと前線で連携を図り、ハードワークで相方を最大限活かすプレーを見せていたが、リーグカップのマンチェスター・ユナイテッドFC戦でルシアーノ・ベッキオが負傷から復帰した際には、初めて左サイドで起用されることになり、そして、得点を挙げるのに苦労していたことでベッキオよりも序列が下となった。

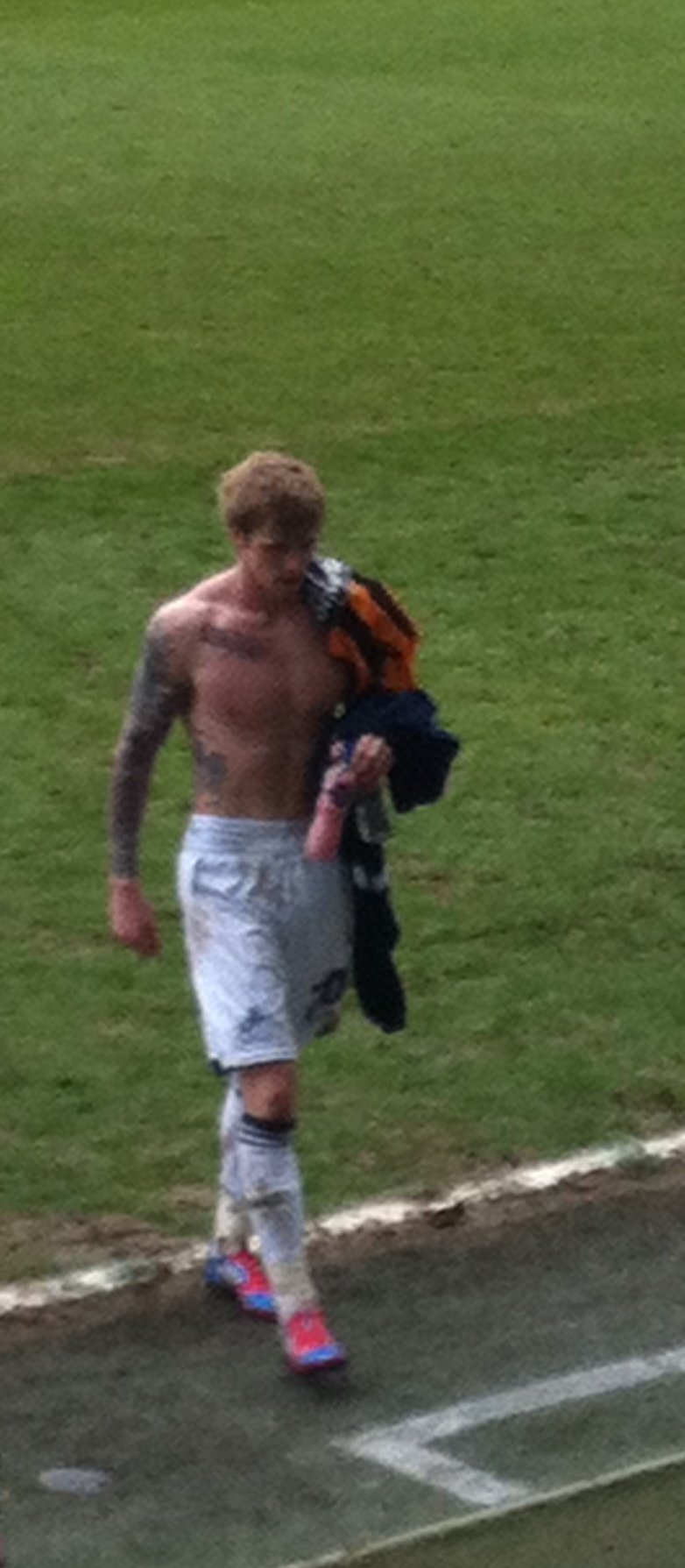
2012年、ミルウォールFCでのキーオ

9月23日のブライトン・アンド・ホーヴ・アルビオンFC戦（3-3）での初得点を含め、期限付き移籍中に22試合2得点を記録した。自身はリーズ・ユナイテッドへの完全移籍を望んでいたものの、2012年1月3日にウルヴァーハンプトンへ復帰することが決定したように交渉は失敗に終わった。

#### ミルウォール
2012年1月の移籍市場最終日に2部のミルウォールFCと2年半契約を締結する。ミルウォールでは当初ダリウス・ヘンダーソンの控えと見られていたが、ヘンダーソンの度重なる負傷に加えて私生活での問題から訴訟されていたことで、トッテナム・ホットスパーFCから期限付き移籍中のハリー・ケインと強力なコンビを組み、相方のケインが去った2012-13シーズンからは、必ずしも得意ではない左サイドで主に起用されることになった。2013-14シーズンは、家族の不幸の影響から調子を崩したために僅か先発6試合1得点にとどまり、2014年1月31日に2部のブラックプールFCへシーズン終了まで貸し出され、5月10日にミルウォールから放出された。

#### パース・グローリー
2014年5月30日にAリーグのパース・グローリーFCと2年契約を締結し、公式戦初出場となった8月5日のFFAカップベスト16でのニューカッスル・ユナイテッド・ジェッツFC戦（2-0）で2得点を挙げた。

### 代表
2007年3月8日にスティーヴ・ストーントン監督の下でアイルランド代表に初招集され、5月23日にジャイアンツ・スタジアムでの親善試合のエクアドル戦で初出場を飾って以降、特にUEFA EURO 2008予選で代表に定着した。
ジョバンニ・トラパットーニ監督の初陣となった2008年5月24日にクローク・パークでの親善試合のセルビア戦（1-1）で代表初得点にして同点を挙げる。なお、同得点は代表の最優秀得点に選出された。また、合宿中にはポルトガル1部のチームからも得点を挙げた。その後、ロビー・キーンとケヴィン・ドイルが前線のコンビに定着したことで途中出場が主な役割となる中、2012年12月10日の2014 FIFAワールドカップ・ヨーロッパ予選でのドイツ戦（1-6）で代表2得点目を挙げた。

## 獲得タイトル
クラブ
 スカンソープ・ユナイテッドFC
- フットボールリーグ1 : 2006-07

 ウルヴァーハンプトン・ワンダラーズFC
- フットボールリーグ・チャンピオンシップ : 2008-09

 パース・グローリー
- Aリーグ・メン : 2018-19

個人
- FAIインターナショナル・フットボール・アワーズ（英語版）年間最優秀代表得点部門 : 2008[43]

## 個人成績
| 所属クラブ                         | シーズン         | 背番号 | 所属リーグ         | リーグ | リーグ | カップ | カップ | リーグカップ | リーグカップ | その他 | その他 | シーズン通算 | シーズン通算 |
| 所属クラブ                         | シーズン         | 背番号 | 所属リーグ         | 出場   | 得点   | 出場   | 得点   | 出場         | 得点         | 出場   | 得点   | 出場         | 得点         |
| ---------------------------------- | ---------------- | ------ | ------------------ | ------ | ------ | ------ | ------ | ------------ | ------------ | ------ | ------ | ------------ | ------------ |
| リーズ・ユナイテッド               | 2003-04          |        | プレミアリーグ     | 0      | 0      | 0      | 0      | 1            | 0            | -      | -      | 0            | 0            |
| リーズ・ユナイテッド               | 2004-05          | 38     | チャンピオンシップ | 0      | 0      | 0      | 0      | 1            | 0            | -      | -      | 1            | 0            |
| スカンソープ・ユナイテッド         | 2004-05          | 27     | リーグ2            | 12     | 2      | 0      | 0      | 0            | 0            | 0      | 0      | 12           | 2            |
| バリー                             | 2004-05          | 10     | リーグ2            | 4      | 2      | 0      | 0      | 0            | 0            | 0      | 0      | 4            | 2            |
| スカンソープ・ユナイテッド         | 2004-05          | 27     | リーグ2            | 13     | 1      | 0      | 0      | 0            | 0            | 0      | 0      | 13           | 1            |
| スカンソープ・ユナイテッド         | 2005-06          | 19     | リーグ1            | 45     | 11     | 4      | 3      | 1            | 0            | 2      | 1      | 52           | 15           |
| スカンソープ・ユナイテッド         | 2006-07          | 19     | リーグ1            | 28     | 7      | 3      | 0      | 1            | 0            | 0      | 0      | 32           | 7            |
| ウルヴァーハンプトン・ワンダラーズ | 2006-07          | 39     | チャンピオンシップ | 19     | 5      | 0      | 0      | 0            | 0            | 2      | 0      | 19           | 5            |
| ウルヴァーハンプトン・ワンダラーズ | 2007-08          | 9      | チャンピオンシップ | 43     | 8      | 3      | 2      | 2            | 1            | -      | -      | 48           | 11           |
| ウルヴァーハンプトン・ワンダラーズ | 2008-09          | 10     | チャンピオンシップ | 42     | 5      | 2      | 1      | 2            | 0            | -      | -      | 46           | 6            |
| ウルヴァーハンプトン・ワンダラーズ | 2009-10          | 10     | プレミアリーグ     | 8      | 1      | 0      | 0      | 2            | 0            | -      | -      | 13           | 1            |
| ウルヴァーハンプトン・ワンダラーズ | 2010-11          | 19     | プレミアリーグ     | 1      | 0      | 0      | 0      | 0            | 0            | -      | -      | 1            | 0            |
| カーディフ・シティ                 | 2010-11          | 17     | チャンピオンシップ | 16     | 2      | 0      | 0      | 0            | 0            | 0      | 0      | 16           | 2            |
| ブリストル・シティ                 | 2010-11          | 15     | チャンピオンシップ | 9      | 1      | 0      | 0      | 0            | 0            | -      | -      | 9            | 1            |
| リーズ・ユナイテッド               | 2011-12          | 38     | チャンピオンシップ | 21     | 2      | 0      | 0      | 0            | 0            | -      | -      | 21           | 2            |
| ミルウォール                       | 2011-12          | 20     | チャンピオンシップ | 18     | 10     | 0      | 0      | 0            | 0            | -      | -      | 18           | 10           |
| ミルウォール                       | 2012-13          | 20     | チャンピオンシップ | 37     | 6      | 5      | 0      | 0            | 0            | -      | -      | 42           | 6            |
| ミルウォール                       | 2013-14          | 20     | チャンピオンシップ | 15     | 1      | 0      | 0      | 2            | 1            | -      | -      | 17           | 2            |
| ブラックプール                     | 2013-14          | 24     | チャンピオンシップ | 14     | 3      | 0      | 0      | 0            | 0            | -      | -      | 14           | 3            |
| パース・グローリー                 | 2014-15          | 9      | Aリーグ            | 0      | 0      | 1      | 2      | -            | -            | -      | -      | 14           | 3            |
| キャリア通算成績                   | キャリア通算成績 |        |                    | 349    | 67     | 21     | 8      | 13           | 2            | 4      | 1      | 387          | 78           |